# 甲斐田貴之
甲斐田 貴之（かいだ たかゆき 1973年1月18日 - 山羊座）は、福岡県柳川市大和町出身のフリーアナウンサー。血液型A型。柳川市立六合小学校、同大和中学校、福岡県立伝習館高等学校、広島大学卒業。中学高校英語と中学社会の教員免許所持。兄妹は妹がひとり。既婚。

## 来歴
- 1998年、エフエム山陰入社。
- 1999年より、レギュラー番組V-air EVENING Radio Show PLEASURE×PLEASURE放送開始。
- 以後、2004年9月末まで、パーソナリティ・局アナ・ディレクターとして活動し、エフエム山陰を退社。
- その後は故郷福岡でフリーとして活動。2006年4月より、2本のレギュラー番組をスタートさせた。
- 2012年4月からはFM Nagasaki平日朝のワイド番組Sunrise Stationを担当。
- 2015年10月からはKBCラジオ初レギュラー番組となる徳永玲子の午後はニコニコがスタート。
- 2020年4月からは長崎放送平日夕方のワイド番組Pintにご意見ナビゲーターとして出演。10月からは金曜のみメインキャスターも兼任。
- 現在は平日朝はSunrise Stationにラジオ出演し夕方はPintにテレビ出演している。どちらも長崎の番組であるが、福岡に家族がいるので両県に自宅を構え往復しており新型コロナウイルスの感染拡大による緊急事態宣言が全国か福岡県に発令された際は福岡の自宅からリモート出演している。

## 主な担当番組
- V-air EVENING Radio Show PLEASURE×PLEASURE （エフエム山陰 1999年4月1日 - 2004年9月30日）月曜 - 木曜
- 「@LIVE」（FM FUKUOKA）
- Ging Ging Sparkling（月・火）（FM FUKUOKA）
- Coca-Cola Station〜Groove&Vibes〜（FM FUKUOKA・FM佐賀・FM nagasaki3局ネット））
- 福岡クータン～かしこクータン～！（FM FUKUOKA）
- Sunrise Station（FM Nagasaki）
- 徳永玲子の午後はニコニコ→午後はニコニコ!→夜もニコニコ!（KBCラジオ）
- 夕方じゃんじゃん（金）（KBCラジオ）
- 栗田善成の土曜娯楽版（土）（KBCラジオ・2019年4月6日 - 2020年3月28日）
- Pint（長崎放送）

## その他エピソード
- 1998年、「JFN HOLY ALL STARS」の一員として、福山雅治の「Heart of Xmas」に、コーラスで参加していた。
- 2003年の冬、PLEASURE×PLEASUREにやまだひさしがゲストで登場したことがある。ちなみに、この日2人は同じような服装で同じような髪型、同じようなサングラスだった（ラジアンDXの企画、“エコキャラバン”によるもの）。
- PLEASURE×PLEASUREの最終回、電話で出演したコブクロの小渕健太郎に、「甲斐田貴 之（カイダタカ ユキ）さん」と呼ばれた。

- 初めて買ったレコード・CD…宇宙戦艦ヤマト等が入ってるアニメ集のレコード。 CDはおそらくBON JOVI。
- オリジナルのリラックス方法は、飲みに行くこと。遠出して美味しいものを食べに行くこと。